# 伊韋蘭
伊韋蘭（挪威語：Iveland）是挪威阿格德爾郡的一個市镇，行政中心为比爾克特韋特村。市镇面积为262平方公里，人口数量为1,331人（2020年），人口密度为每平方公里5.4人。